# Paracrias lanceolatus
Paracrias lanceolatus är en stekelart som beskrevs av Christer Hansson 2002. Paracrias lanceolatus ingår i släktet Paracrias och familjen finglanssteklar.
Artens utbredningsområde är Costa Rica. Inga underarter finns listade i Catalogue of Life.